# Jana Dubovcová
Jana Dubovcová (ur. 22 czerwca 1952 w Żylinie) – słowacka prawniczka i polityk, sędzia, deputowana, publiczny obrońca praw (2012–2017), minister sprawiedliwości (2023).

## Życiorys
W latach 1971–1977 studiowała prawo na Uniwersytecie Komeńskiego w Bratysławie, tytuł akademicki JUDr. uzyskała w 1979. Do 1988 praktykowała jako prawniczka, następnie pracowała jako referendarz sądowy w Bańskiej Bystrzycy. W 1989 zdała egzamin sędziowski, po czym do 2010 orzekała jako sędzia. W latach 1999–2005 pełniła funkcję prezesa sądu rejonowego. Była też wykładowczynią akademicką i redaktor naczelną czasopisma wydawanego przez słowackie stowarzyszenie sędziów. Zyskała pewną rozpoznawalność, krytykując działania Štefana Harabina, zajmującego stanowiska przewodniczącego Sądu Najwyższego oraz ministra sprawiedliwości.
W 2010 zrezygnowała z urzędu sędziego. W tym samym roku z ramienia Słowackiej Unii Chrześcijańskiej i Demokratycznej – Partii Demokratycznej uzyskała mandat posłanki do Rady Narodowej. W marcu 2012 objęła stanowisko publicznego obrońcy praw (rzecznika praw obywatelskich). Zajmowała je do marca 2017, kiedy to zastąpiła ją Mária Patakyová. W maju 2023 powołana na urząd ministra sprawiedliwości w technicznym rządzie Ľudovíta Ódora. Funkcję tę pełniła do października tego samego roku.